# Kid606
Kid606, pseudonimo di Miguel Trost-Depedro (Caracas, 27 luglio 1979), è un musicista venezuelano residente a San Francisco.

## Biografia
È fondatore e proprietario dell'etichetta Tigerbeat6.
Il suo stile, generalmente aggressivo, energico, "sporco" e "decostruttivista", prende ispirazione da stili includenti drum and bass, glitch, hip hop, techno e diverse varianti della musica rock quali industrial, digital hardcore, indie punk e noise. Sebbene il musicista non approvi del tutto questa definizione, egli viene inoltre classificato come un musicista di IDM.

## Discografia

### Album in studio
- 1998 – Don't Sweat the Technics
- 2000 – Down with the Scene
- 2000 – GQ on the EQ++
- 2000 – PS I Love You
- 2001 – PS You Love Me
- 2002 – The Action Packed Mentallist Brings You the Fucking Jams
- 2003 – Kill Sound Before Sound Kills You
- 2004 – Who Still Kill Sound?
- 2005 – Resilience
- 2006 – Pretty Girls Make Raves
- 2009 – Shout At The Döner
- 2010 – Songs About Fucking Steve Albini
- 2012 – Lost in the Game

### EP
- 1999 – Dubplatestyle
- 2000 – GQ on the EQ
- 2000 – The Soccergirl
- 2001 – PS I Dub Ya
- 2002 – Why I Love Life
- 2003 – The Illness
- 2008 – Die Soundboy Die
- 2009 – Dance With The Chorizo

### Collaborazioni e altro
- 1998 – Split Compact Disc (con Jay Lesser)
- 1998 – Unamerican Activity EP (con Omni Bot)
- 1999 – DISC - Kid606 Cares (con i Matmos e Jay Lesser)
- 2001 – Kid606 and Friends, Vol. 1  (con artisti vari)